# Luděk Navara
Luděk Navara (* 26. dubna 1964 Brno), je český spisovatel literatury faktu, publicista, scenárista a historik. Vystudoval Stavební fakultu VUT v Brně a později dálkově historii na FF MU. Od roku 1995 byl redaktorem MF Dnes, později začal spolupracovat s Aktuálně.cz. Spolupracuje též s ČT Brno a ČT Ostrava. Jeho hlavní specializací v oblasti historie a publicistiky jsou zločiny komunismu a nacismu a odsun sudetských Němců. V roce 2009 založil společně s Miroslavem Kasáčkem Občanské sdružení Paměť, které mapuje komunistickou totalitu v Česku, především v regionu jižní Moravy. Občanské sdružení Paměť iniciovalo vznik Stezky svobody a památník železné opony Brána ke svobodě u Mikulova.

## Dílo

### Knihy
- Smrt si říká Tutter (2002)
- Příběhy železné opony (2006)
- Příběhy železné opony 2 (2006)
- Nové příběhy železné opony (2007)
- Mlynáři od Babic (spolupráce Miroslav Kasáček, 2008)
- Příběhy třetího odboje (spolupráce Miroslav Kasáček, 2010)
- Volavčí sítě (spolupráce Miroslav Kasáček, 2012)
- Dějiny v manéži (společně s Vladimír Kučera a Karel Steigerwald, 2013)
- Na útěku; Neuvěřitelný příběh Josefa Brykse (spolupráce Miroslav Kasáček, 2014)
- A přece budu blízko: život a mučednická smrt kněží Jana Buly a Václava Drboly od Babic (spolu s Miroslavem Kasáčkem, 2016)
- Musím jít odvážně vpřed! Tragický osud bojovníka Petra Křivky (spolu s Miroslavem Kasáčkem, 2019)

### Televiznídokumenty
- A průvod Němců šel
- Odsunutý odsun
- Příběhy železné opony
- Muž, který přecenil českou duši aneb Útěky Josefa Brykse
- Přísně tajné vraždy
- Můj otec generál
- Přísně tajné vraždy
- Běž domů, Ivane
- Po stopách třetího odboje
- Dopisy z cely smrti

### Audioknihy
Na útěku – neuvěřitelný příběh Josefa Brykse, načetl David Novotný, vydala Audiotéka, 2017
Příběhy železné opony, načetla Bára Štěpánová, vydal OneHotBook, 2019

## Ocenění
Od Nadace Český literární fond obdržel Výroční novinářskou cenu Karla Havlíčka Borovského za rok 2007.
Od Nadačního fondu angažovaných nestraníků obdržel 8.12.2010 Cenu Antonína Švehly.
Dne 5. července 2018 byl spolu s Miroslavem Kasáčkem oceněn Pamětní medailí České biskupské konference. Oceněna byla jejich dlouholetá aktivní práce v oblasti odkrývání a mapování zvůle totalitního režimu. Již v roce 2016 je ocenil medailí sv. Cyrila a Metoděje brněnský biskup Vojtěch Cikrle. Poděkoval jim tím za dlouhodobé úsilí věnované studiu a prezentování osudů obětí totality s přihlédnutím k tehdy vydané publikaci „A přece budu blízko“. 